# Remco
Remco is een Nederlandse jongensnaam die zijn oorsprong vindt in Groningen. De variant Remko komt ook voor. Het is een verkorte vorm van een naam met als tweede lid de Germaanse stam "Mâr" (vermaard of beroemd). Het eerste lid is van onbekende oorsprong, en kan de Germaanse stam "Ragin" (raad, besluit), Râd (raad, advies) of "Hraban" (raaf) zijn.

## Bekende Remco's en Remko's
- Remco Campert (1929-2022), Nederlands dichter en schrijver, bezigde het pseudoniem Remko Kampurt
- Remco Hakkert (1965), Nederlandse zanger, dirigent en componist
- Remco Pardoel (1969), Nederlands beoefenaar van jiujitsu
- Remco Dijkstra (1972), Nederlands politicus
- Remko Koster (1972), Nederlands hockeyer
- Remco van Wijk (1972), Nederlands hockeyer
- Remco van der Veen (1973), Nederlands model en televisiepresentator
- Remco van Eijden (1977), Nederlandse darter
- Remko Harms (1981), Nederlandse zanger en musicalacteur
- Remco olde Heuvel (1983), Nederlands schaatser
- Remko Pasveer (1983), Nederlands voetballer
- Remco van der Schaaf (1985), Nederlands voetballer
- Remco Goetheer (1992), Nederlands kogelstoter
- Remco Evenepoel (2000), Belgisch wielrenner

## In de cultuur
- Remko, 'n liefde in Groningerland is een roman uit ca. 1956 van Ger Griever.
- Dr. Remco Clavan was een parodie van Kees van Kooten volgens sommigen op Martin van den Heuvel.
- Remco van Leeuwen is het hoofdpersonage in de film In Oranje uit 2004.